# Charles-Gilbert Romme
Pour les articles homonymes, voir Romme.
Charles-Gilbert Romme, dit Gilbert Romme, né le 26 mars 1750 à Riom, mort le 29 prairial an III (17 juin 1795) à Paris, est un homme politique de la Révolution française.
Député du département du Puy-de-Dôme à l'Assemblée nationale législative puis à la Convention nationale, où il siège sur la Montagne et vote en faveur de la mort de Louis XVI, il est à l'origine de l'institution du calendrier républicain. Après la crise du 9 thermidor, il combat le tournant réactionnaire de la Convention et siège parmi les « derniers Montagnards », surnommés les Crêtois.
Condamné à mort le 29 prairial an III (17 juin 1795) à l'issue de l'insurrection du 1er prairial (20 mai 1795), il se suicide à l'annonce du verdict.

## Biographie

### De Riom à Paris, via Saint-Pétersbourg

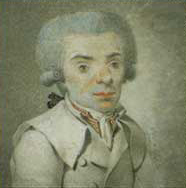
Gilbert Romme, miniature.

D'une famille bourgeoise de Riom, il fait ses études en même temps que son frère, le futur mathématicien Charles Romme, au collège des Oratoriens de Riom puis, pendant cinq ans, à Paris. De 1779 à 1790, il devient le précepteur de Paul Stroganov, fils du comte russe Alexandre Sergueïevitch Stroganov, à Saint-Pétersbourg, puis le mène à Genève et enfin à Paris, accompagné du jeune André Voronikhine.
En janvier 1790, il crée à Paris le « Club des Amis de la loi » avec Anne-Josèphe Théroigne.

### Mandat à la Législative
En septembre 1791, alors qu'il est officier municipal de la commune de Gimeaux, Romme est élu député du département du Puy-de-Dôme, le onzième sur douze, à l'Assemblée nationale législative.
Dès le début de son mandat, il est reçu au club des Jacobins, et siège au Comité d’instruction publique. En février 1792, il vote en faveur de la mise en accusation de Bertrand de Molleville, le ministre de la Marine. En avril, il vote pour que les soldats du régiment de Châteauvieux, qui s'étaient mutinés lors de l'affaire de Nancy, soient admis aux honneurs de la séance. En août, il vote en faveur de la mise en accusation du marquis de La Fayette.

### Mandat à la Convention
La monarchie française prend fin à l'issue de la journée du 10 août 1792 : les bataillons de fédérés bretons et marseillais alliés aux insurgés des faubourgs de Paris prennent le palais des Tuileries. En septembre 1792, Romme est réélu député du Puy-de-Dôme, le quatrième sur douze, à la Convention nationale.
Il siège sur les bancs de la Montagne. Dès le mois d'octobre, il est réélu membre du Comité d'instruction publique. Lors du procès de Louis XVI, il vote la mort et rejette l'appel au peuple et le sursis à l’exécution. En avril 1793, il vote contre la mise en accusation de Jean-Paul Marat. Il ne participe pas au scrutin sur le rétablissement de la Commission des Douze en mai.
Romme est envoyé en mission à plusieurs reprises durant son mandat. En mars 1793, il est envoyé en mission, aux côtés de son collègue François-Nicolas Anthoine, dans la section parisienne de Bon-Conseil. En avril 1793, il est envoyé auprès de l'armée des côtes de Cherbourg aux côtés de ses collègues Laurent Lecointre, Pierre-Louis Prieur « de la Marne », et Claude-Antoine Prieur-Duvernois « de la Côte-d'Or ». Romme et Prieur de la Côte-d'Or sont arrêtés et retenus comme otages à Caen en juin par les fédéralistes, et libérés en août.
De retour à Paris, Romme présente le 20 septembre au nom du Comité d'instruction publique un rapport sur le calendrier républicain, adopté le 5 octobre et appliqué le lendemain, le 15 vendémiaire an II (6 octobre 1793), selon la nomenclature proposée par Fabre d’Églantine. En frimaire (novembre), Romme est élu président de la Convention, ses secrétaires étant Roger Ducos, Jacques Reverchon et Joseph-Étienne Richard.
En pluviôse an II (février 1794), Romme est renvoyé en mission, cette fois dans le département de la Dordogne et les départements voisins afin de contrôler la fabrication d'armes, mission étendue à la Charente pour y organiser le gouvernement révolutionnaire et y purger les autorités constituées.
Romme est absent de Paris lors de la chute de Robespierre, où il est rappelé en thermidor an II (août 1794).

### De laCrêteaux journées de Prairial

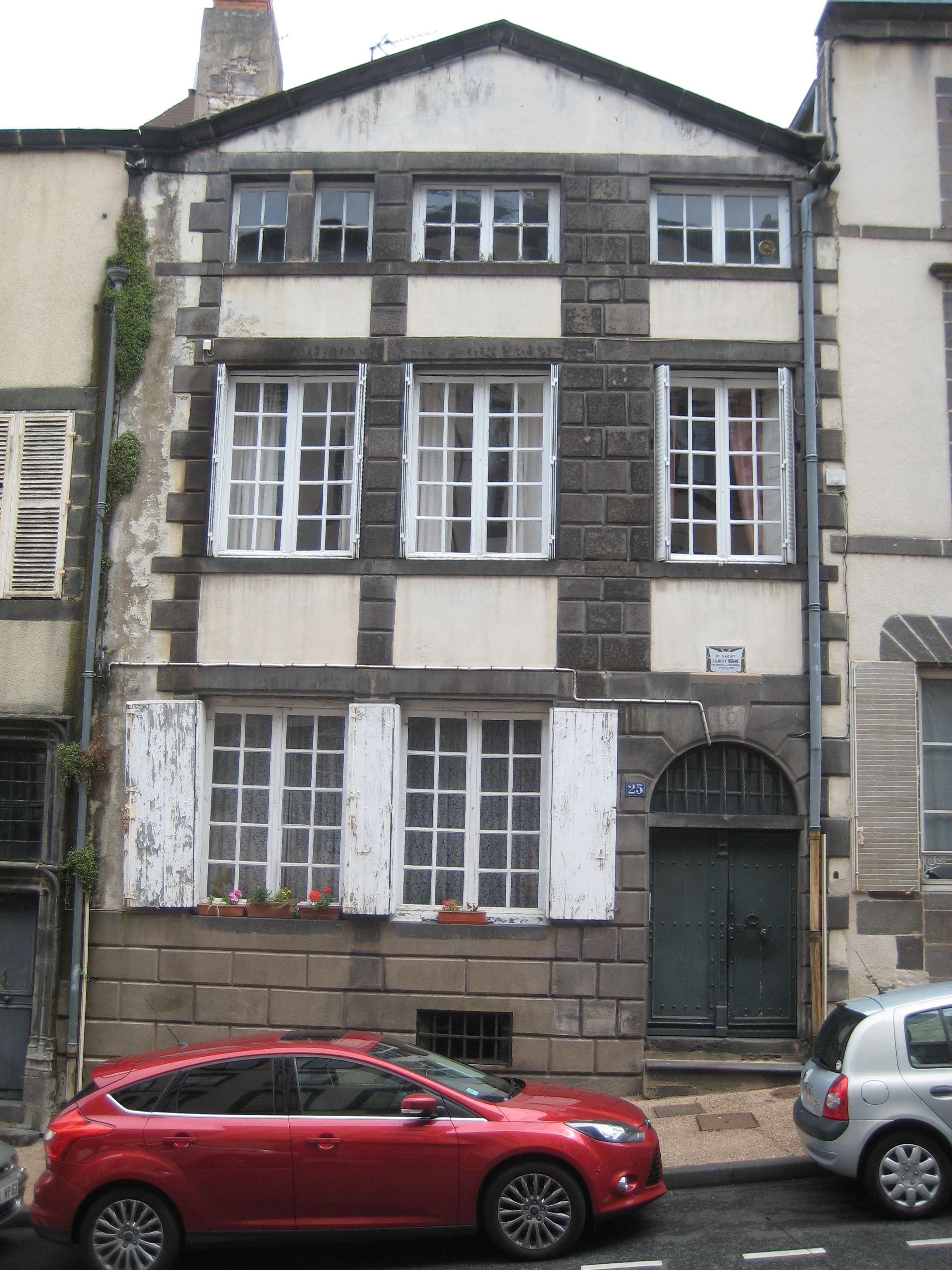
Maison natale de Charles-Gilbert Romme, à Riom.

À son retour sur les bancs de la Convention, Romme s'associe au groupe d'une trentaine de députés qui contestent la politique des thermidoriens et entendent poursuivre l'œuvre de la Montagne, groupe qu'on surnomme les « crêtois ».
Le 1er prairial an III, l'émeute populaire envahit la Convention. Dans la cohue, un conventionnel, Féraud, est assassiné, sa tête promenée au bout d'une pique. La séance est suspendue mais reprend dans la soirée : les représentants « crêtois », dont Romme, font voter une série de lois favorables aux émeutiers. On pense aujourd'hui que cette reprise de séance était une manœuvre pour compromettre les derniers Montagnards ; à la fin de la séance, quatorze députés sont placés en état d'arrestation.
Onze d'entre eux sont déférés devant une commission militaire, dont six (Bourbotte, Duquesnoy, Duroy, Goujon, Romme et Soubrany) sont condamnés à mort le 29 prairial an III après avoir été un moment emprisonnés au château du Taureau en baie de Morlaix. Ils tentent de se suicider à l'audience ; trois d'entre eux, parmi lesquels Gilbert Romme, y parviennent.
Alors qu'ils descendent l'escalier pour monter dans la charrette, Goujon sort un couteau caché, se frappe au cœur, et le passe à Romme. « Je meurs pour la République » sont ses derniers mots. On les surnommera par la suite les « martyrs de Prairial ». « They were the Ultimi Romanorum (ils ont été les derniers des Romains) » écrira Carlyle

## Sources primaires
- 1792 - Rapport fait au nom du Comité d'instruction publique par G. Romme, député du Puy-de-Dóme, et décret rendu dans la séance du 25 novembre 1792, l'an premier de la République française, sur la suppression de la place de directeur de l'Académie de France à Rome. Paris : De l'Imprimerie nationale.
- 1793 - Rapport par G. Romme, au nom du Comité d'instruction publique, sur les abus qui se commettent dans l'exécution du décret du 18 du premier mois, relatif aux emblêmes de la féodalité & de la royauté. Suivi d'un nouveau décret rendu dans la séance du 3 du deuxième mois ou du brumaire. Paris : De l'Imprimerie de la Convention.
- 1793 - Rapport sur l'instruction publique, considérée dans son ensemble,suivi d'un projet de décret, sur les principales bases du plan général,présenté à la Convention nationale, au nom du Comité d'instruction publique. Paris : De l'Imprimerie nationale.
- 1793 - Rapport sur l'ere de la République. Paris: De l'Imprimerie nationale
- 1793 - Projet de décret sur les écoles nationales. Paris: De l'Imprimerie nationale
- 1794 - Annuaire du cultivateur, pour la troisieme annee de la Republique, presente le 30 pluviose de l'an IIe a la Convention nationale, qui en a decrete l'impression et l'envoi, pour servir aux ecoles de la Republique. À Paris: de l'imprimerie et au bureau de la Feuille du cultivateur
- 1795 - Rapport et projet de décret, présentés à la Convention nationale, au nom du Comité d'instruction publique, par G. Romme, sur les sextiles de l'ère de la République. Paris : De l'Imprimerie nationale.
- 1795 - Compte rendu par G. Romme, des dépenses qu'il a faites, des sommes qu'il a reçues & des distributions de fonds faites par ses ordres aux directeurs des fonderies chargés de fournir à la République des canons, des projectiles de guerre ou des matières en fer coulé, pendant sa mission dans le département de la Dordogne & autres circonvoisins. Paris : De l'Imprimerie nationale.
- 1795 - Annuaire de cultivateu, pour la troisième année de la République, présenté le 30 pluviôse de l'an IIe à la Convention Nationale, qui en a décrété l'impression et l'envoi, pour servir aux écoles de la République. À Dijon, chez Frantin.

## Œuvres
- Gilbert Romme, Correspondance, 2 tomes, Clermont-Ferrand, Presses universitaires Blaise Pascal Clermont-Ferrand II, 2006  (ISBN 2-84516-309-6)[20]
- Gilbert Romme, « Rationnement révolutionnaire au nom de la République française », dans Bulletin de la Société historique et archéologique du Périgord, 1940, tome 67, p. 183-184 (lire en ligne)

## Famille
- Charles Romme (1684-1763) marié en secondes noces, en 1745, à Marie Anne Desnier (1714-1800),
  - Nicolas Charles Romme (1745-1795) marié à Marguerite Angélique Piou (1744-),
    - Maurice Romme (1779-1865), colonel d'artillerie, officier de la Légion d'honneur[21]
    - Marie Henriette Romme (1782- )
    - Victorine Romme (1785- )

  - Jean-François Romme (1747-1815), curé
  - Antoinette Romme(1748-1831) mariée à Jean Baptiste Bathiat (vers 1740-1799), médecin,
  - Charles-Gilbert Romme (1750-1795) marié avec Marie Madeleine Chaulin,
    - Marie Anne Philippe Romme (1795-1812)

  - Anne Marie Romme (1751-1798) mariée en 1769 à Gilbert Tailhand (1741-1807), procureur,
    - Jean-Baptiste Tailhand (1771-1849), avocat
    - Marie-Jeanne Tailhand (1773-1858), dite Miette Tailhand-Romme[22], mariée en 1797 avec à Jean Vauzelle (1768-1813), propriétaire.
    - Charles-Nicolas Tailhand (1777-1783)

#### Recherches nouvelles
- Michel Biard (préf. Jean-Clément Martin), Missionnaires de la République : les représentants du peuple en mission, 1793-1795, Paris, CTHS, coll. « CTHS-histoire » (no 8), 2002, 623 p. (présentation en ligne).
- Anne-Marie Bourdin, Jean Ehrard et Hélène Rol-Tanguy (éd.), Gilbert Romme. Notes scientifiques et anecdotes, 1782–1788, Presses universitaires Blaise Pascal, coll. « Histoires croisées », 2009,  (ISBN 978-2845164284).
- Philippe Bourdin, « Le sans-culotte Gilbert Romme, ou la pédagogie politique par l'exemple », Annales historiques de la Révolution française, no 304 « Gilbert Romme. Actes du colloque de Riom (19-20 mai 1995) »,‎ avril-juin 1996, p. 283-302 (lire en ligne).
- Philippe Bourdin, « Romme dans l'historiographie de la Révolution française », dans Anne-Marie Bourdin, Philippe Bourdin, Jean Ehrard, Hélène Rol-Tanguy et Alexandre Tchoudinov (éd.), Correspondance de Gilbert Romme. vol. 1 1774–1779, 2006, p. 10-37, [lire en ligne] sur le site HAL-SHS (Hyper Article en Ligne - Sciences de l'Homme et de la Société).
- Philippe Boutry, « Romme et la sociabilité politique révolutionnaire », Annales historiques de la Révolution française, no 304 « Gilbert Romme. Actes du colloque de Riom (19-20 mai 1995) »,‎ avril-juin 1996, p. 267-282 (lire en ligne).
- Françoise Brunel, « Les derniers Montagnards et l'unité révolutionnaire », Annales historiques de la Révolution française, no 229,‎ juillet-septembre 1977, p. 385-404 (lire en ligne).
- Françoise Brunel, « Pourquoi ces « six » parmi les « derniers montagnards » ? », Annales historiques de la Révolution française, no 304 « Gilbert Romme. Actes du colloque de Riom (19-20 mai 1995) »,‎ avril-juin 1996, p. 401–413 (lire en ligne).
- Charles Coutel, « Pour l'instruction publique : Romme et Condorcet », Annales historiques de la Révolution française, no 304 « Gilbert Romme. Actes du colloque de Riom (19-20 mai 1995) »,‎ avril-juin 1996, p. 327-344 (lire en ligne).
- Pierre Crépel, « Gilbert Romme et les mathématiques », Annales historiques de la Révolution française, no 304 « Gilbert Romme. Actes du colloque de Riom (19-20 mai 1995) »,‎ avril-juin 1996, p. 207-220 (lire en ligne).
- Alexandre Tchoudinov (Aleksandr V. Čudinov), « Les papiers de Gilbert Romme aux archives russes », Annales historiques de la Révolution française, no 304 « Gilbert Romme. Actes du colloque de Riom (19-20 mai 1995) »,‎ avril-juin 1996, p. 257–265 (lire en ligne).
- (ru) Aleksandr V. Čudinov, « О путешествии Жильбера Ромма в « Сибирь » (1781 г.) : гипотезы и факты » [« À propos du voyage de Gilbert Romme en « Sibérie » (1781) : hypothèses et faits »], dans Европа. Международный альманах, Вып. 7, Tioumen, 2007, p. 84–95.
- (ru) Aleksandr V. Čudinov (Александр В. Чудинов), Жильбер Ромм и Павел Строганов [Gilbert Romme et Pavel Stroganov], Moscou, Novoe literaturnoe obozrenie, 2010  (ISBN 978-5-86793-805-5).
- Jean Ehrard et Albert Soboul (dir.), Gilbert Romme et son temps, Actes du colloque de Riom et Clermont-Ferrand (10-11 juin 1965), Presses universitaires de France, 1966, 224 p.
- Jean Ehrard (dir.), Gilbert Romme (1750–1795), actes du colloque de Riom (19 et 20 mai 1995), Société des études robespierristes, 1996, 286 p.
- Jean Ehrard, « Romme vu à travers ses livres », Annales historiques de la Révolution française, no 304 « Gilbert Romme. Actes du colloque de Riom (19-20 mai 1995) »,‎ avril-juin 1996, p. 195–205 (lire en ligne).
- Michel Froeschlé, « À propos du calendrier républicain : Romme et l'astronomie », Annales historiques de la Révolution française, no 304 « Gilbert Romme. Actes du colloque de Riom (19-20 mai 1995) »,‎ avril-juin 1996, p. 303-325 (lire en ligne).
- Alessandro Galante Garrone (it), Gilbert Romme, histoire d’un révolutionnaire, 1750–1795 (traduit de l'italien), Flammarion, 1971[23].
- Jean-Pierre Gross, « Romme en mission et le pain de l'égalité », Annales historiques de la Révolution française, no 304 « Gilbert Romme. Actes du colloque de Riom (19-20 mai 1995) »,‎ avril-juin 1996, p. 345–357 (lire en ligne).
- Dominique Julia, « Gilbert Romme gouverneur (1779–1790) », Annales historiques de la Révolution française, no 304 « Gilbert Romme. Actes du colloque de Riom (19-20 mai 1995) »,‎ avril-juin 1996, p. 221-256 (lire en ligne).
- Olga Medvedkova, Mémoire de l'architecte V***, Paris, TriArtis, 2015.
- Mara de Paulis, Gilbert Romme, naissance et mort d'un révolutionnaire, Atlantica, 1998.
- Hélène Rol-Tanguy, « Gilbert Romme et la communauté scientifique pétersbourgeoise (1779–1786) », dans Anne-Marie Bourdin, Jean Ehrard et Hélène Rol-Tanguy (éd.), Gilbert Romme. Notes scientifiques et anecdotes, 1782–1788, Presses universitaires Blaise Pascal, collection « Histoires croisées », 2009, p. 13-31, [lire en ligne] sur le site HAL-SHS (Hyper Article en Ligne - Sciences de l'Homme et de la Société).
- Alexandre Tchoudinov : voir Čudinov.

#### Ouvrages anciens
: document utilisé comme source pour la rédaction de cet article.
- Henry d'Ideville, Romme le Montagnard, conventionnel du Puy-de-Dôme (1750–1795) — Étude critique d'après l'ouvrage de M. Marc de Vissac, Paris, Firmin-Didot, 1884.
- Adolphe Robert et Gaston Cougny (dir.), Dictionnaire des parlementaires français de 1789 à 1889, Paris, Edgar Bourloton, 1889, t. 5 (de Romeuf à Rouet), p. 191-192
- Marc de Vissac, Un conventionnel du Puy-de-Dôme — Romme le Montagnard, Clermont-Ferrand, Dilhan-Vivès, 1883